# 小林光恵
小林 光恵（こばやし みつえ、1960年〈昭和35年〉 - ）は、茨城県行方市出身の作家。元看護師。

## 経歴
茨城県立鉾田第一高等学校在学中は地学部やチアリーダーで活動をしていた。1982年に東京警察病院看護専門学校卒業後、看護師、編集者などの経験を経て、著述業となる。
漫画『おたんこナース』の原案者として一躍脚光を浴び、その原作を自ら小説化した『ぼけナース』を3巻まで出している。また『ナースマン 新米看護士物語』は、日本テレビ系のテレビドラマ『ナースマン』（2002年）の原作になった。
最近は、看護エッセイ、看護と医療現場の評論から、女性とその生き方をテーマに小説も含めた幅広い著述へと仕事の芸域を広げつつある。臨床の看護技術、特にターミナルケアやエンジェルメイクについては、継続的な関心を持っている。林みつえこの名前で「未来」短歌会笹公人選歌欄に所属し、短歌も作る。現在、茨城県つくば市在住。

## 作品リスト
- おたんこナース（原案・取材） 全6巻 小学館
- ぼけナース 全3巻 角川文庫
  - ときどきナミダ編（文庫） ISBN 4-04-352601-6
  - たまにオトボケ編（文庫） ISBN 4-04-352602-4
  - いつもオドロキ編（文庫） ISBN 4-04-352603-2
- かんトモ!（文庫） 作品社 ISBN 4-87893-555-3
- ナースがまま 全3巻 幻冬舎文庫
  - ぴかっと新米編（文庫） ISBN 4-344-40065-8
  - ぽろっと本音編（文庫） ISBN 4-344-40114-X
  - じわっと愛情編（文庫） ISBN 4-344-40192-1
- ナースマン 新米看護士物語（ドラマ『ナースマン』原作）（文庫） 角川書店 ISBN 4-04-352604-0
  - ナースマンがゆく（文庫） 幻冬舎文庫 ISBN 4-344-40322-3
- ケアとしての死化粧（編著）（単行本） 日本看護協会出版会 ISBN 4-8180-1072-3
- 死化粧-最期の看取り-（単行本） 宝島社 ISBN 4-7966-4665-5
- 「片づけられない女」は太る（単行本） 新講社 ISBN 4-86081-095-3
- こちら、ナース休憩室。（文庫） PHP研究所 ISBN 4-569-65453-3
- 進め天然ぼけナース（文庫） 幻冬舎文庫 ISBN 4-344-40598-6
- 小悩みさん（文庫） 幻冬舎文庫 ISBN 4-344-40369-X
- 伊勢丹セラピー（文庫） 新講社 ISBN 4-86081-134-8
- 限りなくキョウダイに近いフウフ（単行本） 作品社 ISBN 4-87893-481-6
- そんなこんなで書いてます（単行本） 学研 ISBN 4-05-152122-2
- ナース志願バイブル（単行本） メディアワークス ISBN 4-8402-1309-7
- ナース川柳　看護婦七転八倒（文庫） 幻冬舎文庫 ISBN 4-87728-876-7
- 気分よく病院へ行こう（文庫） 集英社文庫 ISBN 4-08-747049-0
- まるごとナース（文庫） ちくま文庫 ISBN 4-480-03700-4
- 看護婦の愛情いっぱいおしゃべりカルテ（単行本） ぴいぷる社 ISBN 4-89374-078-4
- ナースのおしゃべりカルテ（文庫） 幻冬舎文庫 ISBN 4-87728-603-9
- 愉快なナースのないしょ話（文庫） 幻冬舎文庫 ISBN 4-87728-841-4
- 病院はいつもパラダイス（文庫） 幻冬舎文庫 ISBN 4-87728-560-1
- ときどき、陰性感情（文庫） 集英社文庫 ISBN 4-08-747347-3
- 12人の不安な患者たち（文庫） 集英社 ISBN 4-08-747255-8
- ナースをねらえ!（文庫） 幻冬舎文庫 ISBN 4-87728-690-X
- そんな日もある〜ほのぼのナースたちの日常〜（電子書籍） あの出版 ISBN 978-4-907373-29-0
- 人が人を看取る時（電子書籍） あの出版 ISBN 978-4-907373-63-4
- ナイチンゲール7世（文庫） イースト・プレス[4] ISBN 978-4-781622-15-6

## 外部サイト
- 小林光恵のホームページ
- 2015年10月28日付のインタビュー記事（2016年3月18日アーカイブ分） - あの出版